# Мотеюнене, Зузана Антоновна
Зузана Антоновна Мотеюнене — советский литовский хозяйственный деятель, Герой Социалистического Труда.

## Биография
Родилась в 1923 году в Авижоне. Член КПСС.
В 1950—1962 — звеньевая по выращиванию кукурузы колхоза «Алёнис».
В 1962—1978 — звеньевая совхоза «Вичюняй» Ширвинтского района Литовской ССР.
Указом Президиума Верховного Совета СССР от 7 марта 1960 года присвоено звание Героя Социалистического Труда с вручением ордена Ленина и золотой медали «Серп и Молот».
Жила в Литве.

## Награды и звания
- Герой Социалистического Труда (07.03.1960)
- Орден Ленина (07.03.1960)